# Cottévrard
Cottévrard är en kommun i departementet Seine-Maritime i regionen Normandie i norra Frankrike. Kommunen ligger i kantonen Bellencombre som tillhör arrondissementet Dieppe. År 2022 hade Cottévrard 474 invånare.

## Befolkningsutveckling
Antalet invånare i kommunen Cottévrard
| Referens: INSEE |